# Classe Holland (OPV)
Pour les autres classes de navires du même nom, voir Classe Holland.
La classe Holland est une série de quatre patrouilleurs de la Koninklijke Marine. Ces navires sont du type OPV, qui signifie Ocean Patrol Vessels, Oceangoing Patrol Vessels ou Offshore Patrol Vessels. Mis en service à partir de 2012, les nouveaux patrouilleurs portent le nom de quatre régions côtières néerlandaises : le Zr. Ms. Holland (P840), le Zr. Ms. Zeeland (P841), le Zr. Ms. Friesland (P842) et le Zr. Ms. Groningen (P843).
Le premier navire de cette classe est le Holland dont la quille a été posée le 8 décembre 2008 à Vlissingen (Damen Schelde Naval Shipbuilding). La cérémonie de mise en service du premier navire au sein de la marine royale a eu lieu en 2012 lors des journées de la marine ou Marinedagen. À cette occasion le navire a également reçu son nom officiel : le Zijner Majesteits Holland, soit (Navire) de Sa Majesté Holland. Le second navire a également été construit sur ce chantier et les deux suivants à Galați en Roumanie.

## Missions
Les OPV de la Marine royale néerlandaise sont surtout utilisés pour des missions dites de faible intensité (missions d’un moindre danger nécessitant un armement plus léger) . Ils sont déployés pour des missions de surveillance et de contrôle en mer au large des Antilles néerlandaises et en mer du Nord, pour assurer la sécurité sur les côtes néerlandaises.
Ces navires ont aussi la capacité de prendre part à différents exercices et différentes opérations en intégrant des escadres internationales, tel la lutte contre la piraterie maritime près de la corne de l'Afrique.
En outre, ces patrouilleurs peuvent également être déployés lors de situations d’urgence afin d’acheminer des conteneurs contenant du matériel médical et militaire. Ils ont également la possibilité d’embarquer une centaine de personnes externes au navire dans le cadre d’une évacuation et leur fournir l’assistance primaire nécessaire pendant trois jours.

## Développement
Le principe de base des patrouilleurs de la classe Holland est que les navires doivent pouvoir mener leurs missions à bien partout dans le monde tout en offrant aux membres d’équipage un environnement de travail et de vie confortable et ce même pour de plus longues périodes en mer. 
Ces conditions ont conduit au développement d’une plateforme relativement large avec une bonne stabilité. 
Au vu des différentes tâches d’un patrouilleur, une grande vitesse ne fait pas partie des critères majeurs pour la conception des navires : une vitesse légèrement plus élevée que celle des navires commerciaux permettant néanmoins de travailler en escadre avec d’autres types de navires est amplement suffisante. L’installation d’un système de turbine à gaz relativement coûteux et permettant d’atteindre des vitesses élevées n’a donc pas été nécessaire : les patrouilleurs sont donc équipés d’un seul système de propulsion diesel leur permettant tout de même d’avoir un rayon d’action très important. 
La volonté des autorités néerlandaises était de concevoir une plateforme innovante : un navire simple mais à la pointe de la technologie. 
Tout comme les frégates modernes, les patrouilleurs possèdent une apparence plutôt furtive avec un profilage de la coque étudié afin de réduire au maximum la réflexion des ondes radar et de pouvoir passer le plus inaperçu possible lors de leurs opérations en mer. 
Le fait qu’une vitesse élevée ne soit pas nécessaire a permis l’utilisation d’un acier de construction beaucoup moins cher pour la fabrication de la coque. Bien que cet acier ait une moindre résistance aux forces de traction et qu'il soit nettement plus lourd que celui utilisé pour la construction des frégates, son épaisseur lui fournit une grande résistance aux impacts causés par des armes légères.
Un autre aspect important dans la conception de ces navires fut l’attention particulière portée à la chance de survie des membres d’équipage lors d’attaques non conventionnelles ou d’incidents : la présence d’une citadelle parfaitement étanche aux gaz offre ainsi au personnel embarqué une protection maximale. 

## Senseurs et capteurs
Les patrouilleurs sont équipés de différents systèmes de capteurs et de senseurs dont la plupart se retrouvent dans un mât  innovant développé par Thales. Il contient notamment :
- Thales Sea Master 400 (SMILE) : radar d’alerte anti-aérien [4]
- Thales Sea Watcher 100 (SeaStar) : radar d’alerte de surface [5]
- Thales GateKeeper : système d’alerte infrarouge/électro-optique[6].

Au sommet du mât (partie sphérique) se trouve l’antenne pour les communications satellites et au sommet de la partie pyramidale se trouvent les antennes pour les bandes radio UHF et VHF militaires. Grâce à ces équipements de pointe, le navire est capable d’effectuer des observations sur une distance de 140 milles nautiques. 
Les systèmes de senseurs présents à bord sont particulièrement novateurs et extrêmement développés pour un navire de ce type. 

## Armement
Étant donné leurs performances en matière de détection et la quantité de senseurs à bord, les patrouilleurs sont souvent comparés à des corvettes ou même à des frégates. Néanmoins, au vu de l’armement relativement léger, les OPV ne peuvent correspondre à cette description. 
L’armement  présent à bord a été parfaitement optimisé en vue d’effectuer les tâches incombant à cette classe de nouveaux navires. 
- OTO MELARA 76 mm[7] Super Rapid d'un cadence maximale de 120 coups par minute et d'une portée de 16 km : il s’agit d’une arme adéquate pour lutter contre les contrebandiers et arrêter de petites embarcations transportant de la drogue, notamment dans les Caraïbes où la Marine Néerlandaise est particulièrement active.
- Un canon rapide Oto Melara Marlin – 30 mm
- Deux mitrailleuses Oto Melara Hitrole - 12,7 mm
- 2 canons à eau (non létal) pour la protection du navire et la lutte anti-incendie.
- 6 mitrailleuses FN MAG - 7,62 mm (à usage manuel)

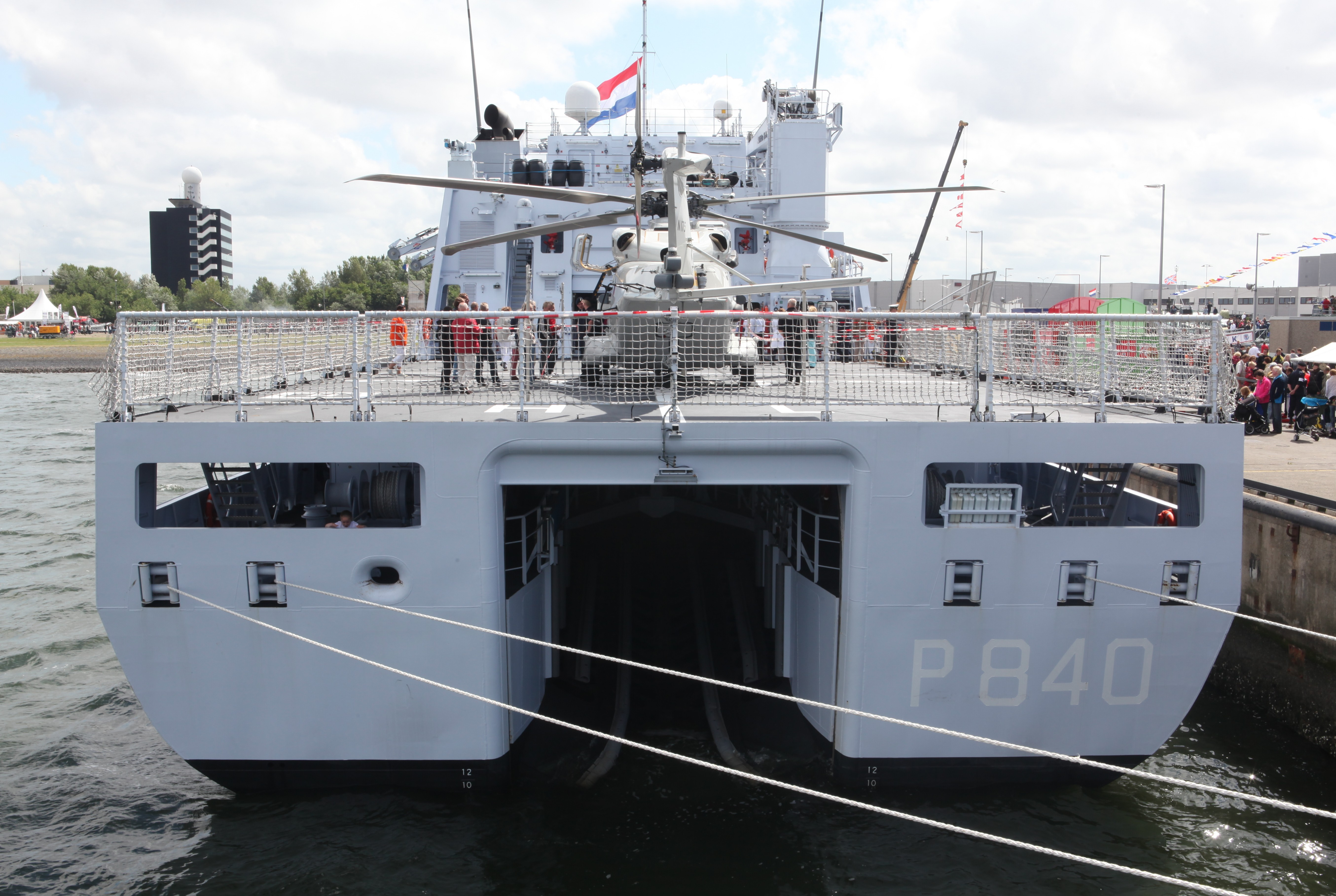
Pont pour hélicoptère sur le premier bateau de série et slipway à l'arrière du navire.

Afin d’arrêter les vedettes rapides (ayant une vitesse plus élevée que celle des OPV), les patrouilleurs disposent de deux petites embarcations pouvant atteindre des vitesses de 40 nœuds : les FRISC (nl) (Fast Raiding Interception Security Craft). Un des deux FRISC est manipulé à l’aide d’un bossoir. Quant à l’autre, il est placé sur un slipway sous le pont hélicoptère à l’arrière du navire. Les patrouilleurs disposent d’un système de gestion de combat (Combat management system – CMS) de CAMS-Force Vision. 
Bien qu'il y ait suffisamment d'espace et de réserve de poids pour une expansion future, les concepteurs n’ont pas pris en compte, lors de la conception du navire, l’ajout éventuel de systèmes d’armement.
Un désavantage de cette classe de navire est l’absence d’un système de défense anti-aérien adéquat, ce qui empêche les navires d’opérer dans des régions à hauts risques. Plusieurs solutions ont été avancées comme :  
- L’équipement des navires avec le système italien Davide / DART[10].
- L’utilisation de roquettes Mistral depuis le canon OTO MELARA MARLIN – 30 mm[11].
- L’embarquement de mariniers (en) avec des missiles Stinger portables pouvant offrir une protection limitée mais nécessaire.
- L’extension du système NLOS[12].

## Hélicoptère

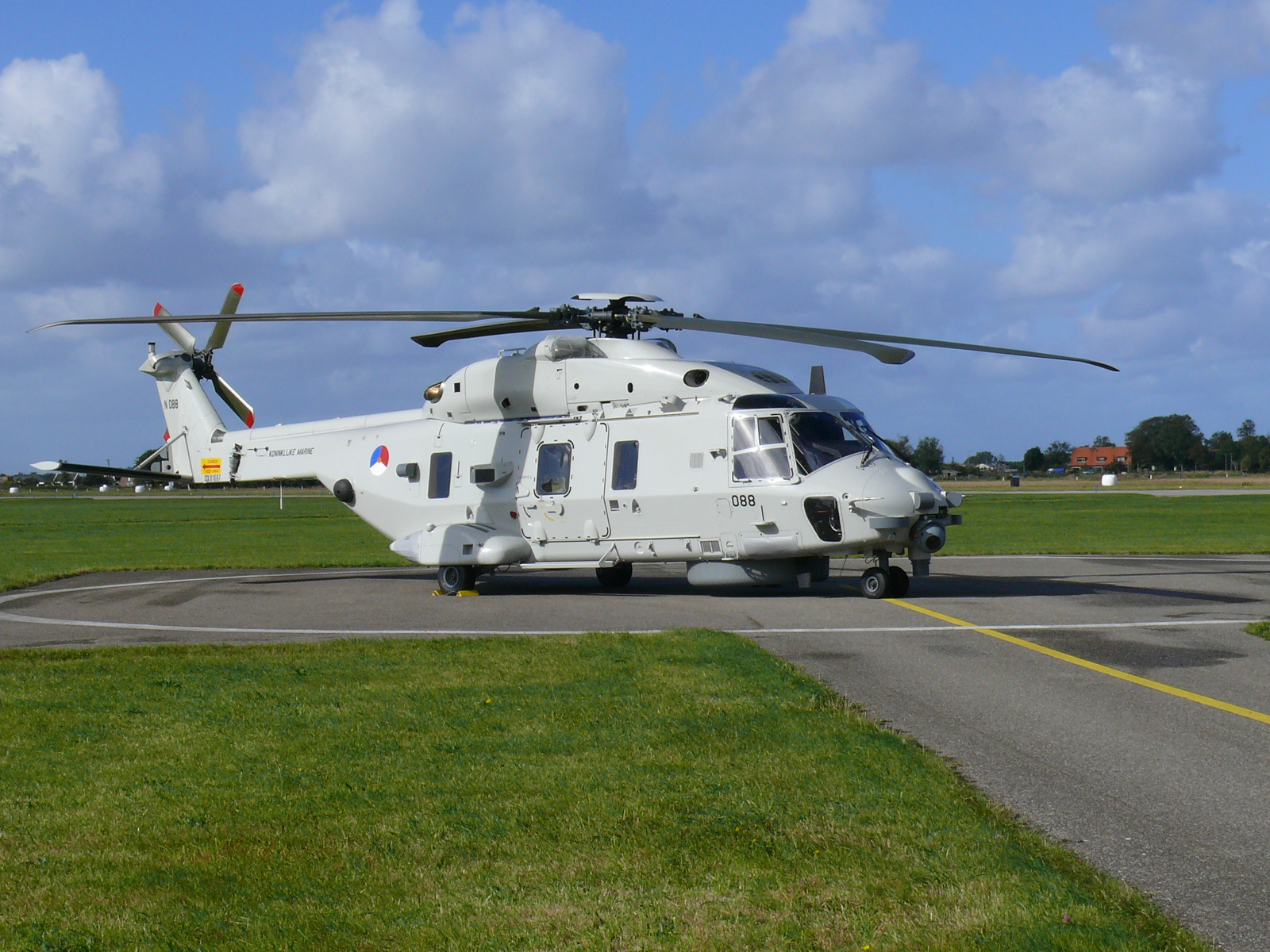
NH-90 de la Marine royale néerlandaise, stationnant à terre.

À la suite de l’absence d’armes téléguidées pour assurer la protection anti-aérienne et la lutte de surface, la présence d’un hélicoptère est d’une importance majeure à bord. Grâce au sonar et au radar qui équipent l’hélicoptère, la détection et les tâches de surveillance incombant au navire peuvent se faire au-delà de la portée maximale de son propre Radar. L’hélicoptère du bord est aussi équipé de torpilles à têtes chercheuses, ce qui augmente considérablement le rayon d’action des OPV. Le hangar à bord du navire est prévu pour accueillir des hélicoptères tels que les NHIndustries NH90.
En cas d'accident majeur à bord, la capitaine peut ordonner l'utilisation d'un hélicoptère pour l'évacuation de marins.

## Équipage
Grâce à une automatisation de pointe, les navires n’ont besoin que d’une cinquantaine d’hommes d’équipage afin d’être opérationnels. De plus, il y a à bord une accommodation prévue pour 40 personnes supplémentaires comme un peloton de mariniers, l’équipage d’un hélicoptère, ou une équipe d’arraisonnage. 

## Coûts
L'ensemble du projet a coûté environ 529,6 millions d’euros.

## Navires
Le contrat pour la mise en chantier des navires a été signé le 20 décembre 2007. Les navires ont été construits entre 2008 et 2012 et la livraison a été effectuée entre 2011 et 2013. 
| N° de coque | Nom du navire | chantier naval | Mise sur cale    | Lancement        | Entrée en service |
| ----------- | ------------- | -------------- | ---------------- | ---------------- | ----------------- |
| P840        | Holland       | Vlissingen     | 8 décembre 2008  | 2 février 2010   | 12 mai 2011       |
| P841        | Zeeland       | Vlissingen     | 21 octobre 2009  | 20 novembre 2010 | 20 octobre 2011   |
| P842        | Friesland     | Galați         | 26 novembre 2009 | 4 novembre 2010  | 11 avril 2012     |
| P843        | Groningen     | Galati         | 9 avril 2010     | 21 avril 2011    | 16 janvier 2013   |